# Olga Slusariewa
Olga Anatoljewna Slusariewa (ros. Ольга Анатольевна Слюсарева, ur. 28 kwietnia 1969 w Czerwonym Dońcu, obecnie na Ukrainie) – rosyjska kolarka torowa i szosowa, trzykrotna medalistka olimpijska i osiemnastokrotna medalistka mistrzostw świata.

## Kariera
Pierwszy sukces Olga Slusariewa osiągnęła w 1995 roku, kiedy na mistrzostwach świata w Bogocie wywalczyła srebrny medal w sprincie, ulegając tylko Francuzce Félicii Ballanger. Trzy lata później, podczas mistrzostw świata w Bordeaux była trzecia w wyścigu punktowym. Jej olimpijski debiut miał miejsce w 2000 roku, na igrzyskach w Sydney. Slusariewa zajęła 42. miejsce w wyścigu szosowym, ale w wyścigu punktowym zdobyła brązowy medal, przegrywając tylko z Włoszką Antonellą Bellutti i Holenderką Leontien Zijlaard.
Pierwszy tytuł mistrzyni świata zdobyła w 2001 roku, na mistrzostwach świata w Antwerpii, gdzie była najlepsza w wyścigu punktowym. Na tych samych mistrzostwach zdobyła ponadto srebrny medal w indywidualnym wyścigu na dochodzenie. Na rozgrywanych rok później mistrzostwach świata w Kopenhadze zdobyła już trzy medale: złoty w wyścigu punktowym, srebrny na dochodzenie oraz brązowy w scratchu. Najlepiej wypadła jednak na mistrzostwach świata w Stuttgarcie w 2003 roku, gdzie wygrała scratch i wyścig punktowy, a wyścigu na dochodzenie była trzecia. W 2004 roku wywalczyła cztery medale: złoty w wyścigu punktowym i brązowy w szosowym wyścigu ze startu wspólnego podczas igrzysk olimpijskich w Atenach oraz złoty w wyścigu punktowym i brązowy w scratchu na mistrzostwach świata w Melbourne.
Na mistrzostwach świata w Los Angeles w 2005 roku zdobyła swój ostatni tytuł mistrzyni. Wygrała tam scratch, ponadto zajmując drugie miejsce w wyścigu punktowym. Ostatnie medale Slusariewa wywalczyła na mistrzostwach świata w Bordeaux w 2006 roku, gdzie była druga w wyścigu na dochodzenie oraz wyścigu punktowym a scratch ukończyła na trzeciej pozycji. W 2008 roku wystąpiła na igrzyskach olimpijskich w Pekinie, ale w swoim jedynym starcie, wyścigu punktowym, zajęła ósme miejsce. Ponadto w latach 1998, 1999, 2001, 2003 i 2005 czterokrotnie zwyciężała w omnium podczas mistrzostw Europy.